# 7800 Чжункеюань
7800 Чжункеюань (7800 Zhongkeyuan) — астероїд головного поясу, відкритий 11 березня 1996 року.
Тіссеранів параметр щодо Юпітера — 3,629.
Названо на честь Китайської академії наук, до 50-ї річниці заснування.